# Aleksander Yesenin-Volpin
Aleksandr Serguéyevich Yesenin-Volpin (en ruso: Алекса́ндр Серге́евич Есе́нин-Во́льпин)(Leningrado, RSFSR, 12 de mayo de 1924 - Boston, Estados Unidos, 16 de marzo de 2016) fue un matemático, filósofo y poeta soviético y estadounidense, uno de los líderes de la disidencia y del movimiento por los derechos humanos en la URSS, una educación jurídica pionera en los círculos disidentes de la sociedad soviética, e hijo de Serguéi Yesenin.

## Hospitalizaciones forzadas
En febrero de 1968, Yesenin-Volpin fue encarcelado en un hospital psiquiátrico especial. Por ello, varios matemáticos de renombre firmaron la llamada Carta de los 99 protestando contra la hospitalización forzosa de Yesenin-Volpin.